# サテライト阪神
サテライト阪神（さてらいとはんしん）は、兵庫県三木市吉川町にある競輪場外車券売場である。
本項では同施設内に併設されている兵庫県競馬組合の場外勝馬投票券発売所であるDASHよかわ（だっしゅよかわ）およびオートレース場外車券売場のオートレース阪神（オートレースはんしん）についても記述する。

## サテライト阪神
サテライト阪神は、2006年3月4日に当初観音寺競輪場の発売所として開設された。開設当初は施行者である観音寺競輪場および四国地区の競走の発売が主であったが、後に来場客のニーズに合わせ地元地区の競走を主に発売することになり、現在は主に近畿地区で行われる競輪の一般競走（FI、FII）、ならびに全国各地の特別競輪（GI、GII）、記念競輪（GIII）の車券を発売している。
管理および施行は当初観音寺市が行っていたが、上記の経緯から2010年4月より岸和田市（岸和田競輪場主催者）に移行した。なお移行後は2012年3月に観音寺競輪の開催が廃止されるまで観音寺のFII開催については発売を行わなくなった。

## DASHよかわ
DASHよかわは、2008年10月28日に兵庫県競馬組合が主催する園田競馬場・姫路競馬場の場外発売所として開設。競輪と地方競馬の複合場外投票所は全国で初めてのケースである。正式名称は「吉川場外勝馬投票券発売所」。なお「DASH」は、「Dramatic Amusement Sonoda & Himeji」の略である。
サテライト阪神開設当初、一般ホールとして利用されていた1Fフロアを転用している。サテライト阪神の有料席・特別観覧席では発売はされておらず、またこれらの席に設置のモニターで競馬実況やオッズを見ることもできない。
発券および払い戻しは園田競馬場・姫路競馬場と同一のシステムを用いており、的中投票券は相互に払戻しが可能である。また、両競馬場で場外発売される他場の地方競馬競走も発売が行われている。なお的中券の払戻しは、サテライト阪神のみの営業日には行なっていない。
また2013年4月27日から「J-PLACEよかわ」として、日本中央競馬会からの委託によりJRAの全レース発売を開始する（有馬記念に限り前日発売を実施）。払戻はよかわを含む全国のJ−PLACE施設でのみとなる。例えば兵庫県競馬組合の施設の姫路競馬場で買ったJRA馬券は、姫路競馬場はWINSなので当施設では払戻ができない。
なお、現在は門別・大井・川崎・船橋・園田・高知各競馬場でのナイター競走開催時、夜間の発売、払い戻しを行っている。2013年7月14日までは門別・大井・川崎・高知各競馬場でのナイター競走の夜間発売をしておらず、夕方までの前売り発売となっていて、払い戻しは次の開催日（翌日が基本）から行われていた。

## オートレース阪神
オートレース阪神は、1階にある施設の一部を改修し、2016年11月2日より開設される。主に川口オートレース場を中心としたオートレースの車券を1日最大2場発売する。

## 施設
- 非会員制であり、入場に際して制限は無く利用自体は無料である。なお当施設の運営は民間企業が行っている。
- サテライト阪神は1F・2F吹き抜けで202インチの大型モニターが設置されている。競輪併売時は、よりグレードの高い競走（GI・GII・GIIIなど）が優先的に放映されている。
- 1Fには映像ホール、ロイヤルホール（有料席。60席。性別によって異なる）、公開スタジオ、DASHよかわがある。
- 2Fは特別観覧席（男性は500円、女性は無料）、ロイヤル個席（1グループ4名まで8000円、5名10000円）がある。
- ロイヤルホール、ロイヤル個室は一般席とは入口が異なり完全に分離されているので注意が必要。
- 食堂と売店は1Fと2Fに設置。競輪ダービー、競輪研究、競馬キンキおよびスポーツ紙は1Fの自動販売機で購入できる。
- 同一施設内での競輪と地方競馬の発売は日本で初めてとなる。なおサテライト阪神とDASHよかわ同時発売の日は常に相互の出入りは自由である。
- 周囲は山林や自動車道で、他の店舗は皆無である。

## サービス

### 会員制度
- 「輪馬会」（りんばかい）と呼ばれる来場者を対象としたポイントサービスを展開している。
- 来場するごとにポイントが付加され、規定数貯めることによってカタログギフトや地産品との交換ができる。

### 情報サービス（競輪）
- 現役時代は兵庫県に籍を置いていた元選手が土曜日、日曜日を中心にガイダンスを行なっている。地元選手であった齊藤哲也も、生前は引退後から晩年までガイダンスコーナーでファンにアドバイスを行っていた。

## アクセス
- JR宝塚線（福知山線）および神戸電鉄三田線三田駅下車、無料送迎バスで約20分。午前中は30分、午後は1時間おきに運行している。
- 神姫バス11系統『サテライト阪神前』下車すぐ。
- 中国自動車道吉川インターチェンジまたは神戸三田インターチェンジ、舞鶴自動車道三田西インターチェンジから自動車で約10分。